# Ламотт де Лапейруз, Габриель де
Габриель де Рошон де Ламотт де Лапейруз (фр. Gabriel de Rochon de la Motte la Peirouse; ум. 14 июля 1738) — французский генерал, участник войн Франции 1673—1734 годов.

## Биография
Поступил на службу в 1673 году младшим лейтенантом в Нормандский полк, в том же году участвовал в осаде Мардика. В 1674 году перешел в полк Шабле, и служил на границе Каталонии до подписания Нимвегенского мира. В 1680 году переведен в полк Короны, в 1682 году произведен в лейтенанты.
В 1684 году участвовал в осаде Люксембурга, 25 июня 1685 года стал командиром роты.
Во время войны Аугсбургской лиги командовал ротой в 1689 году в Германской армии; в 1690—1691 годах в составе войска маршала Катина при завоевании графства Ниццы, Вильфранша, Монтальбана, Вейана, Карманьоля и Монмельяна; в 1692 году в армии Мозеля при осаде Намюра; в 1693 году в Германской армии Великого Дофина; в 1694—1695 годах в Италии; в 1696 году при осаде Валенсии; в Компьенском лагере в 1698 году.
В ходе войны за Испанское наследство в 1702 году командовал ротой в битве при Нимвегене. 26 ноября назначен майором своего полка, отправился с ним в Испанию, где под командованием маршала Бервика в 1702—1704 годах участвовал во взятии множества крепостей. В 1704 году принимал участие в осаде Гибралтара, в 1705 году — Барселоны, и оказании помощи осажденному Бадахосу, в 1707 годув битве при Альмансе и осаде Лериды, в 1708 году — Тортосы.
Служил в Испанской армии, когда она в 1709 году перешла к обороне. 11 марта 1710 года произведен в подполковники, служил в армии Дофине при осаде Жироны в 1711 и Барселоны в 1713 и 1714 годах.
25 августа 1714 года стал полковником пехотного полка Блезуа. 1 февраля 1719 года произведен в бригадиры, в том же году участвовал в осадах Фуэнтеррабии, Сан-Себастьяна и Урхеля.
Во время войны за Польское наследство в 1734 году назначен командиром экспедиционного отряда из трех батальонов полков Ла-Марша, Блезуа и Перигора (около 2,5 тыс.), направленного морем из Бреста через Копенгаген на помощь осажденному Данцигу. 10 мая эскадра встала на рейде Данцига, но, видя значительное превосходство сил русских, де Ламотт уже 13 мая решил вернуться в Данию. Посол в Дании граф де Плело убедил де Ламотта и его офицеров повторить попытку, и 21 мая отправился вместе с ними.
23 мая отряд высадился в устье Вислы, разбив лагерь на островке Ла-Плата (Вестерплатте) у берегового укрепления Вейхсельмюнде, занятого сторонниками Лещинского, а 27 мая предпринял отчаянную попытку прорваться в осажденный город через позиции русских. Потеряв более двухсот человек, в числе которых был граф де Плело, французы отступили в свой лагерь, где были окружены войсками Миниха с суши и блокированы кораблями Балтийского флота, стоявшими в фарватере Вислы. После нескольких недель бомбардировок отряд капитулировал 12 (23) июня 1734 года.
19 июня 1734 года, за несколько дней до сдачи, де Ламотт был произведен в лагерные маршалы, оказавшись, таким образом, первым французским генералом, взятым в плен русскими.
По возвращении из русского плена, 14 декабря 1736 года был назначен комендантом цитадели Валансьена.